# Forum pour la démocratie (Albanie)
Cet article concerne l'organisation albanaise. Pour le parti politique néerlandais, voir Forum pour la démocratie.
Le Forum pour la démocratie (en albanais : Forumi për Demokraci) est une organisation albanaise créée en janvier 1997, au début de la guerre civile albanaise, en soutien aux manifestants anti-gouvernementaux et en opposition au président Sali Berisha. À la tête de l'organisation se trouvait Daut Gumeni, comme recommandé par Fatos Lubonja du Comité albanais d'Helsinki et Kurt Kola de l'Association des anciens persécutés politiquement. Le Forum était principalement formé par trois partis d'opposition : le Parti socialiste d'Albanie, le Parti social-démocrate d'Albanie et le Parti de l'Alliance démocratique. Les principales revendications du Forum étaient la démission du gouvernement, des élections anticipées et une compensation gouvernementale complète de l'argent que de nombreux Albanais avaient perdu dans des projets pyramidaux. Avec le début de la rébellion armée début mars, le rôle du Forum a diminué et des comités du salut furent formés par la suite.